# Johann Ferdinand Droste zu Senden
Johann Ferdinand Droste zu Senden (* 15. August 1684; † 16. Dezember 1723) war Kämmerer im Hochstift Münster.

## Leben

### Herkunft und Familie
Johann Ferdinand Droste zu Senden wuchs als Sohn des Jobst Adolf Droste zu Senden und seiner Gemahlin Dorothea Elisabeth von Nagel zu Vornholz (1654–1705, Tochter des Generals Dietrich Hermann von Nagel) zusammen mit seinen Geschwistern Mauritz Dietrich (Domherr in Münster), Johann Karl, Levin Christoph (Domherr in Hildesheim), Anna Katharina (Kanonisse in Asbeck), Petronella und Isabella (Dechantin in Nottuln) in der uralten westfälischen Adelsfamilie Droste zu Senden auf.
Im Jahre 1715 heiratete er Charlotte Isabella von Brabeck zu Hemer und Lethmate (* 1694). Aus der Ehe ging der Sohn Franz Arnold Mauritz (1717–1762) hervor.

### Werdegang und Wirken
Bevor Johann Ferdinand am 30. November 1711 zur Münsterschen Ritterschaft aufgeschworen wurde, diente er als Kapitän im Schwartzschen Regiment Neisse. Er war Vertreter der Ritterschaft im Landtag, einem Gremium, das sich aus den drei Ständen zusammensetzte. Seine Aufgabe bestand in der Regelung des Steuerwesens und ab 1447 auch des Fehdewesens im Hochstift Münster. Im Jahre 1713 erbte er das Haus Isingholt, eines der größten Gehöfte in Nienberge. Johann Ferdinand war fürstbischöflicher Kämmerer und Stammherr.